# Winningen
Winningen è un comune di 2.432 abitanti della Renania-Palatinato, in Germania.

Appartiene al circondario (Landkreis) di Mayen-Coblenza (targa MYK) ed è parte della comunità amministrativa (Verbandsgemeinde) dell'Rhein-Mosel.